# Dōjin-Musik
Dōjin-Musik (japanisch 同人音楽, dōjin ongaku), auch als otokei dōjin (音系同人) bezeichnet, ist eine Unterkategorie der sogenannten dōjin-Aktivität in Japan. Als Dōjin werden Werke bezeichnet, die im Selbstverlag erscheinen und entspricht in etwa dem englischen Begriff indie. Diese Werke können original sein oder Fanwerke von offiziellen Produkten. Solche Produkte werden auf speziellen Seiten im Internet verkauft, auf den eigenen Seiten des Autors und auf Konventionen, wie dem beliebten Comic Market.
Bekannte Dōjin-Musiker, die später Plattenverträge erhielten sind Asriel, Chata, Haruka Shimotsuki, Nagi Yanagi, Rekka Katakiri und Sound Horizon.

## Genres
Dōjin-Musik ist kein eigenstehendes Genre, aber verweist auf eine bestimmte Art der Publikation. Dōjin-Musik besteht oft aus Videospiel-Kompositionen, die von Fans erstellt werden. Demgegenüber existieren viele Künstler, die Original-Werke erstellen. In der Szene werden viele bekannte Musikrichtungen umfasst, wie zum Beispiel Pop, Rock, Techno und Trance.
In der Regel wird Dōjin-Musik selbst erstellt, mit niedrigen Kosten, von unabhängigen Künstlern. Das sogenannte Home-studio software ist für Komponisten von Dōjin-Musik vorteilhaft, weil diese günstiger sind als studio mastering live Instrumente. Demnach hat die Musik eine ausgeprägte synthetische Qualität. Gebräuchlich dabei sind ein Live-Instrument (wie zum Beispiel eine Gitarre) und im Hintergrund synthetische Orchestrationsbearbeitung, auch wenn ganze Instrumentationen häufiger werden, wie zum Beispiel Orchester-Werke oder Dōjin-Jazz.

## Organisation
Künstler der Szene können entweder an Solo- oder an Bandprojekten teilnehmen. Es ist üblich, dass Künstler verschiedener Gruppen zusammen an einem Musikalbum arbeiten.
Jedes Mitglied einer Gruppe hat meistens eine eigene individuelle Website, wo persönliche Werke frei zum Herunterladen freigegeben werden. Des Weiteren werden Neuigkeiten über Einschließungen in kommenden Alben bekannt gegeben. Einige Künstler geben ihre Alben ausschließlich auf diesen Seiten aus. Manche Alben werden auf Konventionen wie dem Comic Market für durchschnittlich 1000 Yen (entspricht ungefähr 7,33 Euro) verkauft.